# Henry Proctor
Henry Proctor, né le 19 octobre 1929 et mort le 13 avril 2005, est un rameur d'aviron américain.

## Carrière
Henry Proctor participe aux Jeux olympiques de 1952 à Helsinki et remporte la médaille d'or en huit, avec Frank Shakespeare, William Fields, Richard Murphy, James Dunbar, Robert Detweiler, Edward Stevens, Charles Manring et Wayne Frye.